# SV Zeitlarn
Der SV Zeitlarn ist ein Sportverein aus der Oberpfälzer Gemeinde Zeitlarn (Landkreis Regensburg). Neben der erfolgreichen Fußballabteilung werden in dem Verein die Sportarten Stockschießen, Ski & Snowboard, Tennis, Tischtennis, Gymnastik & Kurse und Kinderturnen angeboten. Ihm gehören etwa 750 Mitglieder an.

## Geschichte
Der Verein wurde 1931 als Fußballverein gegründet. 1977 stieg er erstmals in seiner Geschichte in die Bezirksliga Oberpfalz auf. Zwei Jahre später gelang mit der Qualifikation für die 1. Hauptrunde um den DFB-Pokal der sportlich bislang größte Erfolg. Dort unterlag man beim damaligen Bremer Verbandsligisten FT Geestemünde mit 1:4. Bei Einführung der Bezirksoberligen im Jahr 1988 konnte sich der SV Zeitlarn für die neue Spielklasse qualifizieren, aus der er dann 1992 abstieg. Seither pendelt er zwischen Bezirksliga und Regensburger Kreisklasse.

## Erfolge
- Teilnahme am DFB-Pokal: 1979/80
- Qualifikation für die Bezirksoberliga Oberpfalz: 1988